# Neonesidea attenuata
Neonesidea attenuata är en kräftdjursart som först beskrevs av Brady 1880.  Neonesidea attenuata ingår i släktet Neonesidea och familjen Bairdiidae. Inga underarter finns listade i Catalogue of Life.